# Ioan Z. Lupe
Ioan Z(aharia) Lupe (1912-1995) a fost un silvicultor român, doctor docent, membru titular al Academiei de Științe Agricole și Silvice, cadru didactic la Facultatea de Silvicultură din Politehnica București Arhivat în 23 octombrie 2013, la Wayback Machine., cercetător ICAS, membru marcant al școlii silvice românești cu o bogată activitate în domeniul silvobiologiei, silvotehnicii, geobotanicii și ameliorațiilor agro-silvice.

## Biografie
Ioan Z. Lupe s-a născut la 5 ianuarie 1912, în satul Gura Râului, la 18 km distanță de Sibiu, urmând clasele primare în aceeași localitate. Urmează apoi cursurile liceului "Gheorghe Lazăr" din Sibiu.

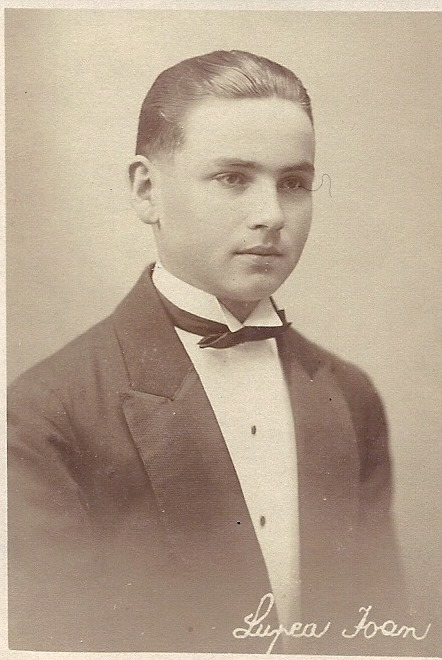
În tinerețe

Absolvent al Școlii Politehnice „Regele Carol al II-lea" din București, secția silvică. Susține lucrarea de doctorat în anul 1947, cu tema "Perdele forestiere de protecția câmpului". 
Fost șef al Secției de Silvobiologie, a lucrat timp de 38 de ani la Institutul de Cercetări și Experimentație Forestieră până în anul 1975, când s-a pensionat. 

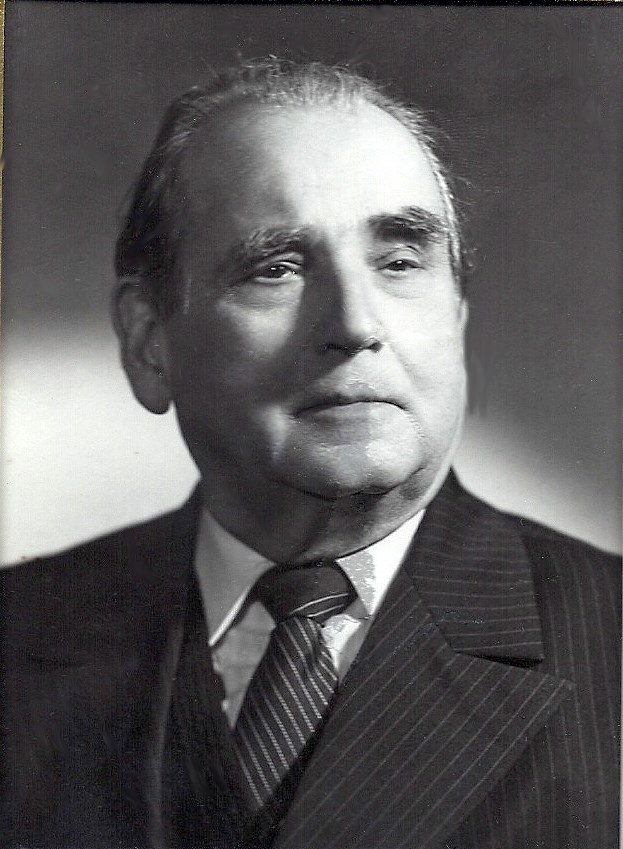
La senectute

Autor a peste 200 de lucrări științifice, Ioan Z. Lupe a adus o contribuție majoră în perfecționarea metodelor de cercetare științifică, fiind printre cercetătorii care au introdus tehnica experimentală modernă și calculul statistic. Este fondatorul Școlii Române Moderne de Cercetări Forestiere de Protecții. Prodigioasa activitate a fost apreciată prin Premiul de Stat, Premiul „Gh. Doja" al Academiei, „Meritul Științific al Academiei Române", ordinul militar „Steaua României cu Spade" in 1942 și Ordinul „Meritul Științific”.

A fost rudă prin alianță cu familia lui Iorgu Steriu.

## Publicații
- Perdele forestiere de protecție și cultivarea lor în câmpiile din România - Editura Academiei R.P.R. - 1952
- Studiul condițiilor de instalare a culturilor forestiere de protecție în Dobrogea - 1954 link[nefuncțională – arhivă]
- Analele ICAS, Volumul 8(1), 1942 - Semanarea ulmului pag. 182-193 link Arhivat în 4 martie 2016, la Wayback Machine.,
- Analele ICAS, Volumul 8(1), 1942 - Consideratiuni asupra calitatii semintelor forestiere pag. 194-214 link Arhivat în 4 martie 2016, la Wayback Machine.
- Analele ICAS, Volumul 9(1), 1943 - Inmultirea ulmului de Turchestan prin butasi de radacina si tulpina si prin drajoni pag. 3-18 link Arhivat în 4 martie 2016, la Wayback Machine.
- Analele ICAS, Volumul 11(1), 1946 - Sorbus cretica (Lindl.) Fritsch. in Valea Cheia (Valcea) pag. 294-307 link Arhivat în 4 martie 2016, la Wayback Machine.
- Analele ICAS, Volumul 11(1), 1946 - Repicarea stejarului la sant sau cu plantatorul? pag. 308-312 link[nefuncțională – arhivă]
- Analele ICAS, Volumul 11(1), 1946 - Alegerea arborilor si arbustilor de ornament pentru litoral si stepa Dobrogei pag. 313-322 link Arhivat în 4 martie 2016, la Wayback Machine.
- Analele ICAS, Volumul 12(1), 1951 - Influenta perdelelor forestiere de protectie asupra vitezii vantului pag. 153-216 link[nefuncțională – arhivă]
- Analele ICAS, Volumul 12(1), 1951 - Influenta perdelelor forestiere asupra umezelii solului pag. 217-234 link[nefuncțională – arhivă]